# Psolidium dorsipes
Psolidium dorsipes is een zeekomkommer uit de familie Psolidae.
De wetenschappelijke naam van de soort werd in 1887 gepubliceerd door Hubert Ludwig.